# Burgkunstadt
Burgkunstadt este un oraș din districtul Lichtenfels, regiunea administrativă Franconia Superioară, landul Bavaria, Germania. 

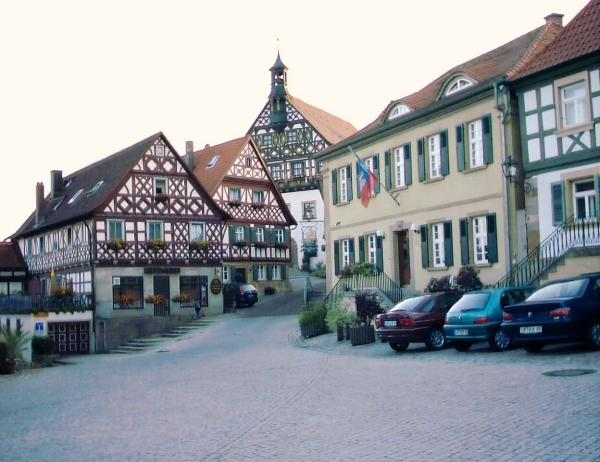
Burgkunstadt